# Железнодорожный музей Golden Gate
Железнодорожный музей Golden Gate — железнодорожный музей в штате Калифорния, основанный в 1975 году.
Первоначально музей располагался в Сан-Франциско, на верфи San Francisco Naval Shipyard.
В 2007 году его экспозиция из 12 локомотивов и 25 различных железнодорожных устройств была перебазирована в Санол (округ Аламида) на железную дорогу Niles Canyon Railway.
В музее проводится работа по реставрации экспонатов.